# Serling Tso
Serling Tso, ook wel Siling Co is het op een na grootste meer van de Tibetaanse Autonome Regio. Het is een zoutmeer.

## Ligging
Serling Tso ligt op een hoogte van 4530 meter ten noorden van het gebergte Gang Tise op de grens van Palgon met Shantsa in de prefectuur Nagchu. De Serling Tso ligt in een nationaal natuurbeschermd gebied.
Het meer strekt zich van het westen naar het oosten uit over 72 kilometer; de lengte van het noorden naar het zuiden bedraagt 22,8 kilometer. Het heeft een oppervlakte van 1640 km² en is tot 33 meter diep. Het water in Serling Tso is afkomstig uit de rivieren Zagya Tsangpo en Boqu Tsangpo.

## Bevissing en oeverbegrazing
In het meer wordt slechts op één vissoort gevist, de Gymnocypris selincuoensis. De steppe aan de oever van het meer dient traditioneel voor de begrazing door jaks en schapen.